# ضفادع مقرنة شائعة
ضفادع مُقرنة شائعة (الاسم العلمي: Ceratophryidae)، فصيلة ضفادع توجد في أمريكا الجنوبية. إنها فصيلة صغيرة نسبياً تضم ثلاثة أجناس حية و12 نوعًا.